# Luogosanto
Luogosanto település Olaszországban, Szardínia régióban, Olbia-Tempio megyében. Lakosainak száma 1828 fő (2023. január 1.). Luogosanto Arzachena, Luras, Tempio Pausania és Aglientu községekkel határos.

## Népesség
A település lakossága az elmúlt években az alábbi módon változott:
| Lakosok száma | 1872 | 1864 | 1828 |
|               | 2017 | 2018 | 2023 |